# Ustarbowski
Ustarbowski (Sołtan odmienny, Sułtan, Syrokomla odmienny, Syrokomla vel Siromla Światła, Abdank odmienny) – kaszubski herb szlachecki. Przez Tadeusza Gajla utożsamiany z herbem Sołtan, różnił się od niego drobnym szczegółem i należał do zupełnie innej, oddalonej geograficznie rodziny. Nie jest jednak wykluczone pokrewieństwo obu rodzin.

## Opis herbu
Opis z wykorzystaniem klasycznych zasad blazonowania:
W polu czerwonym łękawica srebrna z takimż krzyżem podwójnym zaćwieczonym i gwiazdą złotą ponad nim. Klejnot: nad hełmem w koronie trzy pióra strusie. Labry: czerwone, podbite srebrem.

## Najwcześniejsze wzmianki
Herb wymieniany jako Sołtan w szeregu herbarzy począwszy od XVI wieku. 
Rozróżnienia herbu Sołtan i Ustarbowski dokonał Alfred Znamierowski. Drobnym szczegółem różniącym te dwa herby (oprócz oddalenia geograficznego używających ich rodziny), jest według niego położenie gwiazdy. Tutaj jest ona nad krzyżem, zaś w herbie Sołtan zaćwieczona na krzyżu.

## Herbowni
Ustarbowski (Ostarbowski, Ustarbowsky, Usterbowski, błędnie Netarbowski) z przydomkiem Pięta (Fersen). Ustarbowscy z przydomkiem Freyhold używali herbu Freyhold.
Ustarbowskim Piętom przypisywano też herb Ostoja Pruska (zapewne błędnie). Jakichś Ustarbowskich odnotowano również w Galicji w XVIII wieku z herbem Leliwa.
Pierwotnym herbem Piętów-Ustarbowskich był herb własny (Pięta), bardzo podobny do Leliwy.

### Rodzina Ustarbowskich
Rodzina wywodząca się z gniazda Ustarbowo. Na początku XV wieku wieś należała do rycerzy Michała i Pięty. W 1526 dobra w Ustarbowie i Zbychowie posiadali bracia Jakub, Marcin i Seweryn (Sewert) Piętowie zaś w Tokarach Mateusz i Jakub Piętowie. Nazwisko Ustarbowski pojawia się w 1552 (Andrzej, Jan, Maciej i Marcin Ustarbowscy Piętowie w Bieszkowicach). Nazwisko Ustarbowski i Pięta będą następnie występować naprzemiennie albo łącznie. Kolejne wzmianki pochodzą z lat 1570 (Jan, Andrzej, Piotr Piętowie w Ustarbowie, Dąbrówce, Zbychowie, Lubaniu, Tokarach i Bieszkowicach). W wieku XVI Piętowie oprócz nazwiska Ustarbowski nosili też nazwiska Lubański, Tokarski, Zbiechowski i Węsierski, zachowując danwe rodowe jako przydomek albo drugi człon nazwiska. Według herbarza Dachnowskiego z XVII wieku Ustarbowscy po wsi zowią się Lubańscy i Viserscy, Piętowie, Sułtanowie. Zapis ten może wskazywać, że Ustarbowscy i Sołtanowie są jednak spokrewnieni. Przydomek Sułtan jest jednak przypisywany Ustarbowskim bez żadnego potwierdzenia w źródłach. Podwójne nazwisko wzmiankowane jest np. w 1648 (Wawrzeniec Netarbowski Pięta). W wiekach XVIII-XIX Ustarbowscy używali także przydomków Fersen i Freyhold. Fersen to prawdopodobnie tłumaczenie nazwiska Pięta na niemiecki (Pięta = Ferse). Natomiast Freyhold to prawdopodobnie oddzielna rodzina osiadła w Ustarbowie (nosiła także inny herb, Freyhold). Ustarbowscy byli rodziną średniozamożną, posiadali części licznych wiosek: Czeczewo, Gowino, Pierszczewo, Przewóz, Tokary, Kłanino, Łężyce, Radoszewo, Zbychowo, Żelewo, Liniewko, Lubanie, Mały Podleś, Sobącz, Stawiska, Brodnica Górna. Kłanino pozostawało w ich rękach do 1838, byli jego ostatnimi polskimi właścicielami. Rodzina pełniła też funkcje publiczne. Wymienić można tutaj następujących przedstawicieli:
- Adam Pięta-Ustarbowski, ławnik pucki 1591-1601,
- Maciej vel Mateusz Ustarbowski, ławnik pucki 1621-39,
- Jan, ławnik pucki 1639,
- Jan Chryzostom Ustarbowski, ławnik pucki 1668-74,
- Jan Władysław, ławnik pucki 1718-34,
- Piotr (zm. 1726),
- Aleksander, ławnik pucki 1733-46,
- Filip, ławnik mirachowski 1608-1625,
- Jan, ławnik mirachowski 1764-1770.

W roku 1772 przysięgę królowi pruskiemu składał Antoni Ustarbowski herbu Abdank z Przewozu. Jeden Ustarbowski osiadł przed 1658 na części wsi Siemirowice i dał początek gałęzi mieszkającej tutaj do początku XIX wieku. To prawdopodobnie ci Ustarbowscy nosili przydomek Freyhold, który mogli przyjąć służąc w pruskiej armii, jako wyraz odcięcia się od polskich korzeni. Współcześnie Ustarbowscy mieszkają w Trójmieście (około 100 osób) i powiatach puckim oraz wejherowskim (około 100 osób).